# Douglas Adams

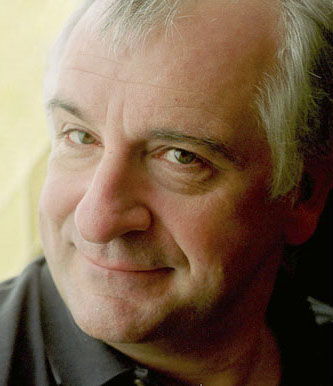
Douglas Adams, Foto von Michael Hughes

Douglas Noël Adams (* 11. März 1952 in Cambridge, Vereinigtes Königreich; † 11. Mai 2001 in Santa Barbara, Kalifornien) war ein britischer Schriftsteller. Er wurde 1979 mit der satirischen Science-Fiction-Reihe Per Anhalter durch die Galaxis bekannt.

## Leben

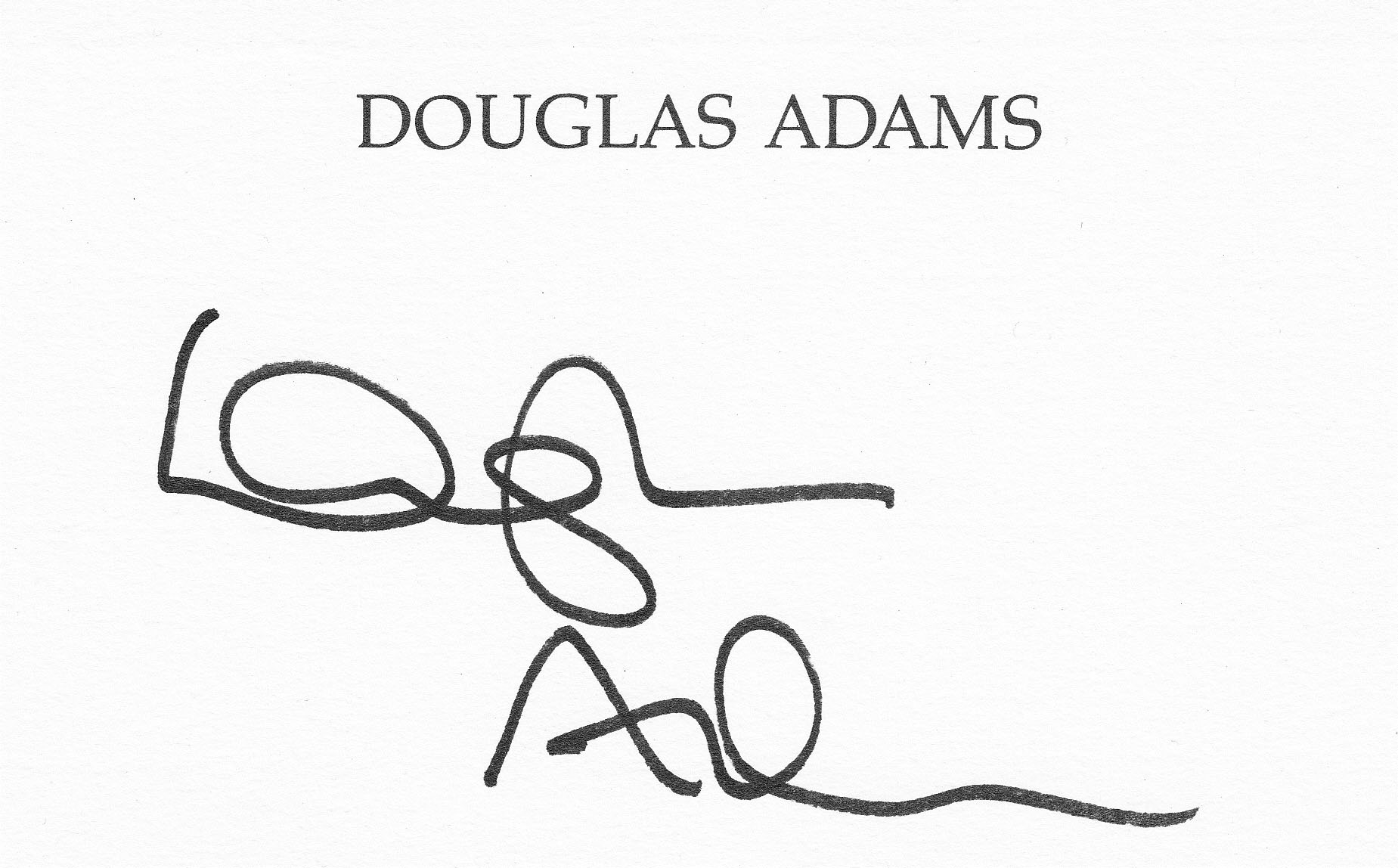
Douglas Adams’ Unterschrift, 1995

Adams kam 1952 als Sohn von Janet Donovan (1927–2016) und Christopher Douglas Adams (1927–1985) in der englischen Universitätsstadt Cambridge zur Welt. Nach der Scheidung seiner Eltern zog die Mutter mit dem fünfjährigen Douglas nach Brentwood in Essex. Dort wuchs er gemeinsam mit seiner jüngeren Schwester auf. 1964 heiratete seine Mutter ein zweites Mal. Aus dieser Ehe stammen zwei jüngere Halbgeschwister.
Ab 1959 besuchte Adams die Brentwood-School, wo er vor allem an den Naturwissenschaften interessiert war. Damals begann er, sich als Autor zu betätigen, wobei er mit seinen Texten auf große Zustimmung des Lehrpersonals stieß und einen Literaturwettbewerb gewann. Sein erster veröffentlichter Text war eine komische Kurzgeschichte über einen Mann, der sein Gedächtnis in der Londoner U-Bahn verloren hatte und sich im Fundbüro danach erkundigte. Dieser Text wurde in einer Science-Fiction-Zeitschrift für Jugendliche veröffentlicht.
Später studierte er als Mitglied des St John’s Colleges Englisch in Cambridge, wo er sich einer kleinen Komikergruppe namens Cules anschloss. Dort lernte er John Lloyd kennen, mit dem er sich später eine Wohnung teilte. Während seines Studiums arbeitete er als Aushilfskraft, um sich sein ausgedehntes Trampen durch Europa zu finanzieren. Auf einer dieser Reisen entstand auch die Idee zu seinem bekanntesten Werk Per Anhalter durch die Galaxis. Die Idee kam ihm, als er, wie er der BBC beschrieb, nach einem Kneipenbesuch in Innsbruck angetrunken auf einem Acker lag und in die Sterne schaute. Er selbst beschrieb dieses Ereignis so:

“The idea for the title first cropped up, while I was lying drunk in a field in Innsbruck, Austria, in 1971. Not particularly drunk, just the sort of drunk you get when you have a couple of stiff Gössers after not having eaten for two days straight.”

„Die Idee für den Titel kam mir 1971, als ich betrunken auf einem Feld in Innsbruck lag. Nicht richtig betrunken, nur gerade so betrunken, wie man nach ein paar starken Gösser wird, wenn man zwei ganze Tage nichts gegessen hat.“

Während seiner Studienzeit arbeitete Adams in einer anderen universitären Comedygruppe namens Footlights mit (die etwa ein Jahrzehnt früher auch der Kristallisationspunkt für die Komikergruppe Monty Python gewesen war), bei der er Simon Jones kennenlernte, mit dem er später zusammenarbeitete. 1974 verließ Adams das College mit dem festen Vorsatz, Schriftsteller zu werden.

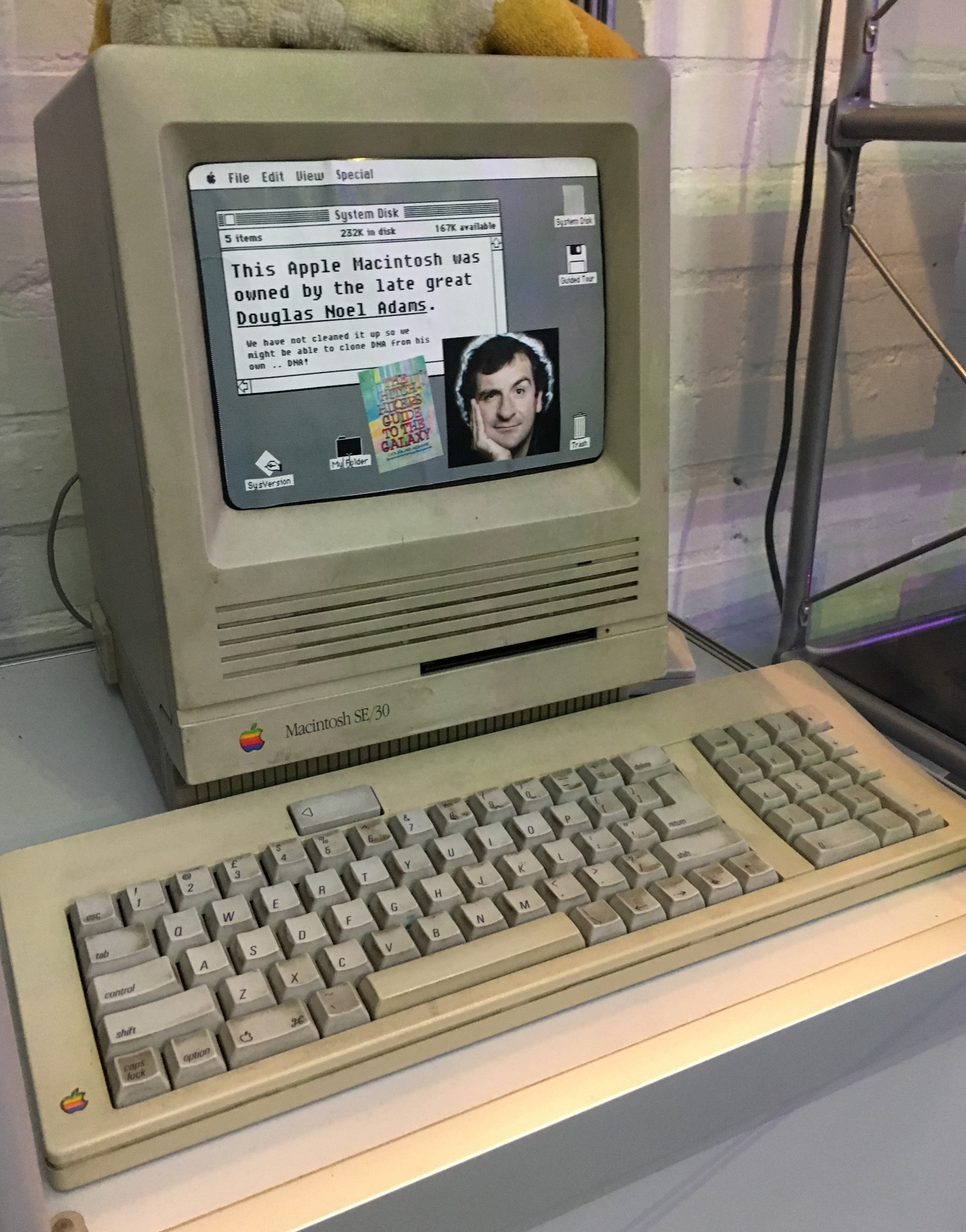
Der Macintosh SE 30 von Douglas Adams

Anfangs gelang ihm das nur mäßig erfolgreich. Unter anderem arbeitete er mit Graham Chapman von Monty Python zusammen. In Folge 42 von Monty Python’s Flying Circus trat er in einer Nebenrolle auf, an der letzten Folge Party Political Broadcast on Behalf of the Liberal Party wirkte er als Autor mit.

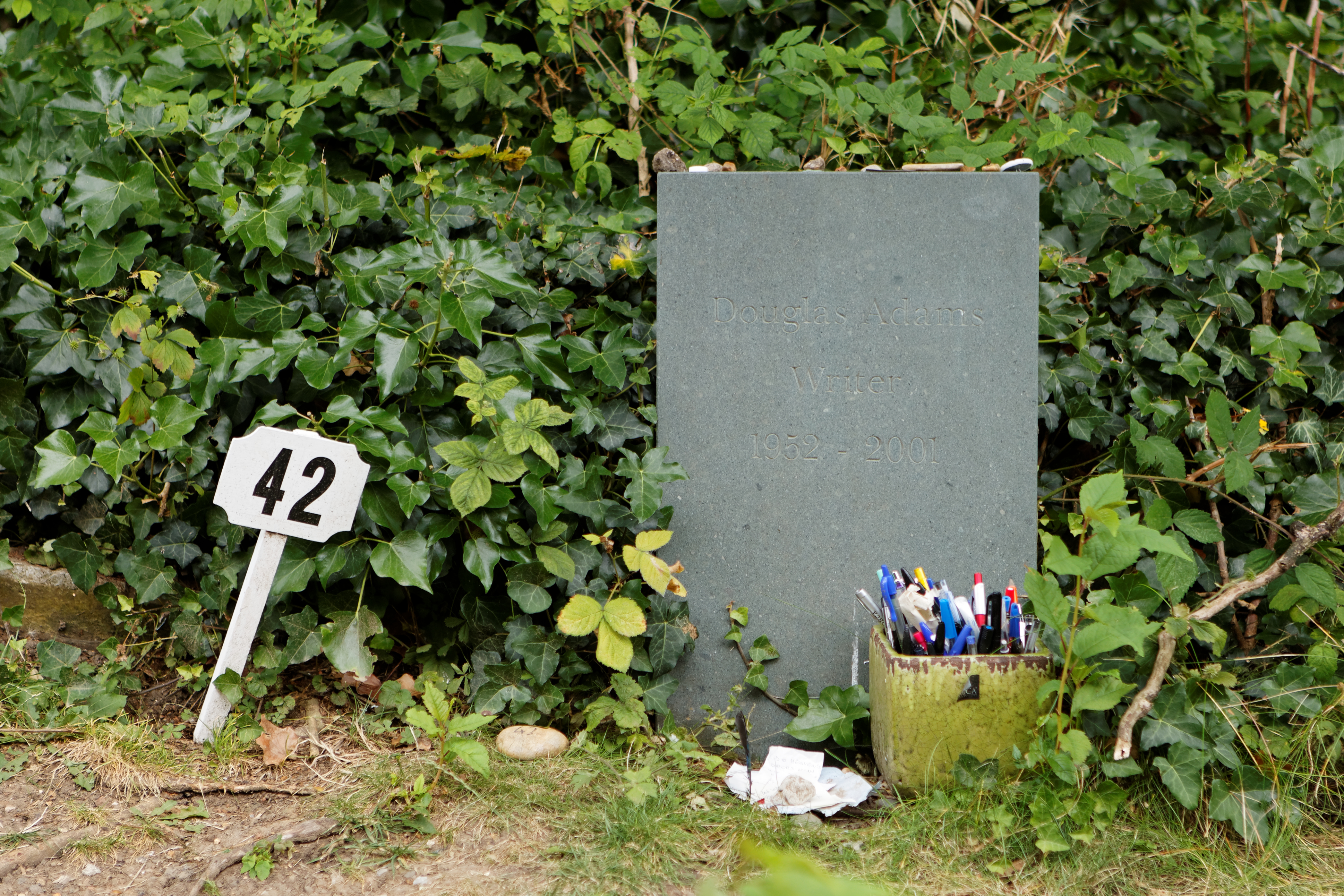
Adams’ Grab auf dem Highgate Cemetery

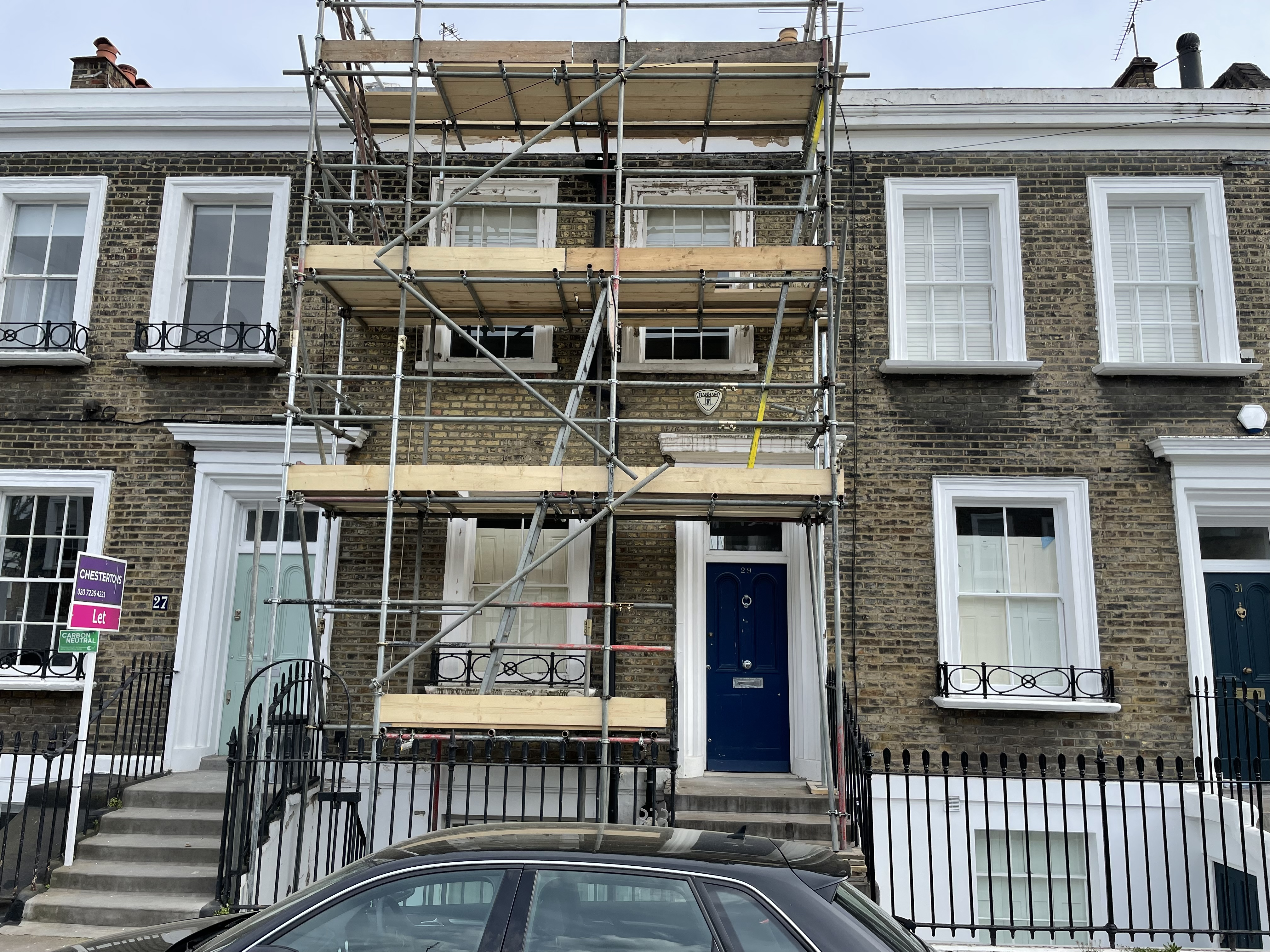
Adams’ WG in der Arlington Avenue 29 in Islington, in der er Per Anhalter durch die Galaxis schrieb

Im Jahr 1977 gelang ihm der Durchbruch, als er mit Simon Brett einen Vertrag über die Ausstrahlung einer Science-Fiction-Radiosendung abschloss. Sie trug den Titel The Hitchhiker’s Guide to the Galaxy und wurde zum ersten Mal 1978 vom britischen Radiosender BBC Radio 4 gespielt. In stark veränderter und erweiterter Form wurde die Serie zwischen 1979 und 1982 zunächst als Trilogie in Buchform veröffentlicht; eine wesentliche Änderung ist das Entfernen aller zusammen mit John Lloyd geschriebenen Anteile der Radiosendungen fünf und sechs. Der Inhalt des ursprünglichen Hörspiels findet sich vor allem im ersten Band. Die Bücher wurden Bestseller. 1984 folgte ein vierter Band (Macht’s gut, und danke für den Fisch), 1992 ein fünfter (Mostly Harmless (Einmal Rupert und zurück)) mit dem Untertitel Fünfter Band einer vierteiligen Trilogie.
1984 war Adams einer der ersten Europäer, die einen Macintosh erwarben. Ob Stephen Fry ihm zuvorkam, ist umstritten.
1991 heiratete Adams Jane Belson, 1994 wurde eine gemeinsame Tochter geboren. Anfangs lebte die Familie in London, 1999 zog Adams mit seiner Familie nach Kalifornien, vor allem, damit er die Verfilmung von Per Anhalter durch die Galaxis für das Kino unterstützen konnte.
Adams starb im Mai 2001 in einem Fitnessstudio im Alter von 49 Jahren an einem Herzinfarkt. Sein Grab befindet sich auf dem Highgate Cemetery in London. Zu seinem Gedenken findet jährlich am 25. Mai der sogenannte Towel Day (Handtuchtag) statt. Die Douglas Adams Memorial Lecture ist eine Vortragsreihe, die jährlich zu Ehren des Autors stattfindet. Der Vortrag findet seit 2003 jedes Jahr zur Unterstützung von Umweltorganisationen wie Save the Rhino International statt und behandelt Themen wie Wissenschaft, Erforschung, Naturschutz und Comedy. Die Veranstaltung findet traditionell am 11. März rund um Adams’ Geburtstag in der Royal Geographical Society statt.

## Stil
Adams’ Geschichten, allen voran Per Anhalter durch die Galaxis, zeichnen sich durch ihren sarkastischen, satirischen Stil aus. Seine Romane spielen meist in absurden, fremdartigen Welten, die sich jedoch in vielerlei Hinsicht (etwa Bürokratie, Neidgesellschaften, Wirtschaftssysteme) von der realen Welt kaum unterscheiden. Adams stellte stets utopische und oft übersinnliche Vorgänge im Zusammenhang mit Banalitäten und Alltäglichkeiten dar. Viele Elemente des für Adams typischen Stils sind teilweise bei anderen Autoren wiederzufinden, z. B. in der Scheibenwelt-Saga (orig. englisch Discworld) des britischen Autors Terry Pratchett. Nach seinen Vorbildern befragt, sagte Adams in einem Interview:

“Tom Stoppard. Otherwise, Tolstoy I love. Solzhenitsyn. Kurt Vonnegut, who I think is absolutely superb. I’ve read The Sirens of Titan six times now, and it gets better every time. He is an influence, I must own up. Sirens of Titan is just one of those books – you read it through the first time and you think it’s very loosely, casually written. You think the fact that everything suddenly makes such good sense at the end is almost accidental. And then you read it a few more times, simultaneously finding out more about writing yourself, and you realise what an absolute tour de force it was, making something as beautifully honed as that appear so casual.”

„Tom Stoppard, ansonsten liebe ich auch Tolstoi, Solschenizyn. Absolut hervorragend ist Kurt Vonnegut, denke ich. Die Sirenen des Titan habe ich jetzt sechs Mal gelesen, und es wird immer besser. Er beeinflusst mich, das muss ich zugeben. Die Sirenen des Titan ist eines dieser Bücher, bei dem du beim ersten Lesen glaubst, es sei sehr locker, fast beiläufig geschrieben. Du denkst, die Tatsache, dass am Schluss plötzlich alles einen tieferen Sinn ergibt, sei eher ein Versehen. Und dann liest du es noch öfter und findest gleichzeitig noch mehr über dein eigenes Schreiben heraus und erkennst, was für eine absolute Meisterleistung es war, etwas zu machen, das so schön, wie geschliffen erscheint, und zugleich so beiläufig.“

## Werke

### Doctor Who
Vor der Anhalter-Serie arbeitete Douglas Adams als Drehbuchautor bei der BBC und schrieb drei Abenteuer (14 Folgen) für die Serie Doctor Who:
- The Pirate Planet (4 Folgen)
- City of Death (4 Folgen)
- Shada (6 Folgen): Shada wurde wegen eines BBC-Streiks nie in der Ursprungsversion fertiggestellt. Stattdessen wurde ein Zusammenschnitt des gefilmten Materials 1992 auf Videokassette veröffentlicht. 2003 folgte ein Animationsfilm mit an die Serienkontinuität angepasstem Drehbuch.[7] Eine Adaption als Roman wurde von Gareth Roberts verfasst und im März 2012 auf den Markt gebracht.[8] Die deutsche Veröffentlichung erfolgte im Dezember 2014.[9]

Erst im November 2017, nach 38 Jahren, wurde die ursprünglich geplante Fassung durch Charles Norton fertiggestellt. Fehlende Teile wurden hierbei durch Animationen ergänzt und die entsprechenden Stellen von den Originaldarstellern nachvertont. Elemente des ursprünglichen Drehbuchs von 1979 flossen auch in Dirk Gently’s Holistic Detective Agency ein.
Douglas Adams schrieb außerdem einen Entwurf zu einer Folge Doctor Who and the Krikkitmen, die später die Grundlage für den dritten Hitchhiker-Roman Das Leben, das Universum und der ganze Rest bildete.

### Per Anhalter durch die Galaxis
Der Anhalter wird als „die einzige vierbändige Trilogie in fünf Teilen“ bezeichnet, da die ersten drei Bände, die in etwa den beiden ursprünglichen Hörspielserien entsprechen, eine gewisse innere Geschlossenheit als Trilogie erreichen, der vierte Band als Vervollständigung und der fünfte als Abschluss gelten kann. Ein sechster Band Und übrigens noch was … entstand acht Jahre nach Adams’ Tod im Auftrag der Witwe aus der Feder Eoin Colfers.
Zur Anhalter-Serie zählt ferner die Kurzgeschichte Der junge Zaphod geht auf Nummer sicher (1986; Young Zaphod Plays It Safe), die Geschichte liegt in zwei etwas unterschiedlichen Versionen vor und ist in verschiedenen Sammelbänden, unter anderem im Nachlassband Lachs im Zweifel und als Hörbuch erschienen.

### Weitere Arbeiten
- 1974: Nach dem Ausstieg von John Cleese hat Douglas Adams an den Drehbüchern der letzten Folgen der Serie Monty Python’s Flying Circus mitgearbeitet.
- 1978: Doctor Snuggles, englische Zeichentrickserie, zu der Adams zwei Folgen beisteuerte.
- 1983: Der Sinn des Labenz (mit John Lloyd; Originaltitel The Meaning of Liff)
- 1985: The Hitch Hiker’s Guide to the Galaxy: The Original Radio Scripts (mit Geoffrey Perkins)
- 1986: The Utterly Utterly Merry Comic Relief Christmas Book (bearbeitet von Douglas Adams)
- 1987: Dirk-Gently-Reihe, fantastische Kriminalromane – Der elektrische Mönch (1987), Der lange dunkle Fünfuhrtee der Seele (1988); siehe Bibliographie unten.
- 1990: Der tiefere Sinn des Labenz (mit John Lloyd; erweiterte Version von Der Sinn des Labenz; Originaltitel The Deeper Meaning of Liff)
- 1990: Die Letzten ihrer Art (mit Mark Carwardine; Originaltitel Last Chance to See); Reisebericht über bedrohte Tierarten. Auch auszugsweise auf Audio-CD: Douglas Adams liest aus seinem Reisebuch, Lesung in Göttingen 1994, ISBN 3-8077-0290-3
- 1990: Hyperland, ein fiktionaler Dokumentarfilm über Hypertext und angrenzende Techniken, für den Adams das Drehbuch schrieb und Regie führte.
- 1997: Starship Titanic, Computerspiel des Adventure-Genres. Die deutsche Fassung Raumschiff Titanic erschien 1999.
- 1997: Douglas Adams’ Raumschiff Titanic, das Buch zum Computerspiel (geschrieben von Terry Jones, da Adams mit der Entwicklung des Spiels beschäftigt war).
- 2003: Lachs im Zweifel (Originaltitel The Salmon of Doubt), Sammelband; nach Adams’ Tod aus dem Nachlass veröffentlicht, mit Interviews, Kurzgeschichten sowie Kapiteln einer geplanten Fortsetzung der Dirk-Gently-Serie.
- 2014: The Frood: The Authorised and Very Official History of Douglas Adams & The Hitchhiker’s Guide to the Galaxy, Sammelband; aus dem Nachlass zusammengestellt von Jem Roberts.

### Sonstiges
Douglas Adams erschuf 1984 zusammen mit Steve Meretzky von Infocom das auf dem Buch basierende Textadventure The Hitchhiker’s Guide to the Galaxy. Später beteiligte er sich an einem weiteren Infocom-Adventure mit dem Titel Bureaucracy.
Zusammen mit seiner Firma The Digital Village schuf er 1999 das Adventure Starship Titanic sowie die Website h2g2, die gewissermaßen das Projekt des Anhalters darstellt, in dem jeder seine Artikel über Life, the Universe und Everything publik machen kann.
2004 und 2005 produzierte das BBC Radio 4 die Bände drei bis fünf der Anhalter-Serie als Hörspiel-Sequel zu den Originalhörspielen The Hitch Hiker’s Guide to the Galaxy unter den Titeln Tertiary Phase, Quandary Phase und Quintessential Phase.
Der 2005 gestartete Kinofilm wird von einigen Fans dafür kritisiert, dass er sich zwar anfangs an die literarische Vorlage hält, später aber zunehmend in Klamauk verfällt und weil er Szenen und Begebenheiten enthält, die weder im Hörspiel noch im Roman enthalten sind. Letzteres trifft jedoch auch auf die Bücher zu, deren Handlung nicht genau der Vorlage, dem Radiohörspiel, entspricht. Das gesamte Werk von Douglas Adams enthält derartige Stellen, da er seine Werke in verschiedenen Medienformen umsetzte (Radio, Fernsehen, Schallplatte, Computer, Kino); meist war er selbst der Autor dieser Abweichungen.

## Rezeption

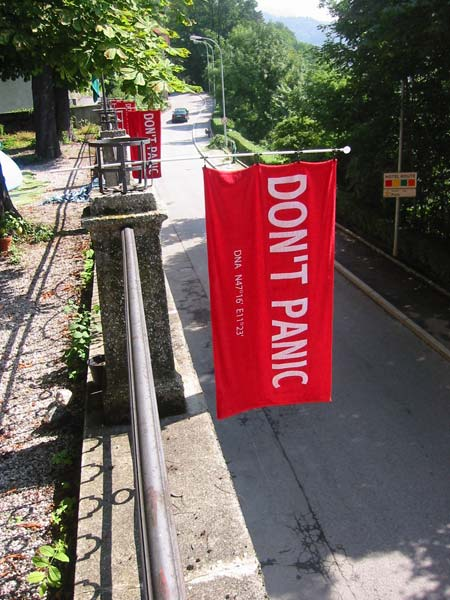
Towel Day 2005 in Innsbruck, wo Adams zum ersten Mal die Idee für den The Hitchhiker's Guide to the Galaxy hatte.

Per Anhalter durch die Galaxis ist sein wichtigstes Werk. Die sarkastische Science-Fiction-Satire machte Adams weltberühmt und viele ihrer Eigenheiten haben den Sprung über die Literatur und die Science-Fiction in die reale Welt geschafft:
- Ein am 7. Februar 1998 entdeckter Asteroid (Nr. 18610) wurde nach Arthur Dent, dem Protagonisten der Anhalter-Romane, getauft. Arthurdent ist 2,39 AE von der Sonne entfernt. Douglas Adams starb zwei Tage nach der offiziellen Namensgebung.

- Adams’ genialer Supercomputer Deep Thought, der die letzte Frage nach dem Leben, dem Universum und dem Rest beantworten soll, diente als Namensgeber für den gleichnamigen Schachcomputer, der 1988 Meisterspieler wie Igor Iwanow besiegte. Adams’ Computer inspirierte IBM, ihren weltberühmt gewordenen Schachcomputer Deep Blue zu nennen – eine Synthese aus Big Blue, wie IBM auch genannt wird, und Deep Thought. Der Name Deep Thought selbst schließlich ist eine Anspielung auf den Pornoklassiker Deep Throat, der um die Zeit der Romanentstehung große Diskussionen auslöste.
- Adams’ Babelfisch war Namensgeber für die Übersetzungs-Software Babel Fish der Suchmaschinen AltaVista und Yahoo. In Adams’ Roman handelt es sich beim Babelfisch um eine Kreatur, die, wenn man sie sich ins Ohr gesteckt hat, jede Fremdsprache übersetzt.
- Die Zahl 42 wird im Anhalter durch die Galaxis als endgültige Antwort auf die letzte aller Fragen dargestellt. Verweise darauf finden sich heute in zahlreichen Liedern verschiedenster Genres sowie in Zeitungsartikeln und Essays. Unter anderem benannte sich die britische Popgruppe Level 42 danach.
- Das Sub-Etha-Kommunikationsnetzwerk, das mehrfach im Anhalter erwähnt wird, gab dem ersten kollaborativen Texteditor SubEthaEdit seinen Namen.
- Das Instant-Messaging-Programm Trillian wurde nach der Romanfigur Tricia McMillan (Trillian) aus Per Anhalter durch die Galaxis benannt. Die Veröffentlichung von Version 4.2 der auch als kostenpflichtige Pro-Version erhältlichen Software wurde bis zum 25. Mai 2010 (Handtuchtag 2010) zurückgehalten.[11]
- Die Firma SuSE gab der ersten Version ihres zentralen Konfigurationsverwaltungsprogramms (YaST) die Nummer 0.42 und der ersten Version von Suse Linux die Nummer 4.2. Bei der Installation von Suse Linux 7.2 erscheint auf einer verborgenen Konsole ein Nachruf auf Douglas Adams,[12] und die Version 10.1 vom 11. Mai 2006 (5. Todestag) ist ihm gewidmet.
- Wolfram Alpha, die Taschenrechner-Funktion von Google und die Sprachsteuerung Siri liefern auf Anfrage von answer to life, the universe and everything das Resultat 42.[13][14][15]
- In der logischen Programmiersprache Prolog können an ein System von Fakten und Regeln Fragen gestellt werden. Gibt man eine einzelne freie Variable X (was der Frage nach allgemeiner Wahrheit entspricht) ein, antwortet das Programm folgendermaßen:

„% … 1,000,000 ………… 10,000,000 years later“
„%“
„% >> 42 << (last release gives the question)“
- Beim ersten Raketenstart einer SpaceX Falcon Heavy wurde als Testnutzlast ein Tesla Roadster verwendet, auf dessen zentralem Bildschirm die Worte DON’T PANIC! angezeigt werden.[16] Dies ist eine Anspielung auf den Umschlag des Reiseführers Per Anhalter durch die Galaxis, der dieselben Worte zeigt. Im Handschuhfach des Fahrzeugs befand sich ein Exemplar des Buchs und ein Handtuch, ebenfalls ein Gegenstand aus dem Roman.[17]

## Adams über sich selbst
Adams brachte in zahlreichen Interviews seine Enttäuschung darüber zum Ausdruck, dass er in der Wahrnehmung der Öffentlichkeit nur als Autor von Per Anhalter durch die Galaxis gesehen werde und sein restliches Werk weitgehend unbeachtet geblieben sei.
Besonders hob Adams das Buch Die Letzten ihrer Art hervor, auf das er sehr stolz sei. Es ist eine dokumentarische Reportage über eine Reise zu mehreren aussterbenden Tierarten der Welt. Adams war überzeugt davon, dass er, wenn er noch einmal die Wahl gehabt hätte, Zoologe statt Schriftsteller geworden wäre. Ein besonderes Vorbild war für ihn der Evolutionsbiologe Richard Dawkins; Adams hat sich mehrmals als „Dawkinsist“ beschrieben. Außerdem war er ein überzeugter Atheist, er selbst nannte sich sogar einen „radikalen Atheisten“, um sich bewusst vom Agnostizismus abzugrenzen.
Dawkins’ 2006 erschienenes Buch Der Gotteswahn ist Adams gewidmet. Das Buch beginnt mit einem Zitat aus Adams’ Per Anhalter durch die Galaxis:

“Isn’t it enough to see that a garden is beautiful without having to believe that there are fairies at the bottom of it too?”

„Genügt es nicht zu sehen, dass ein Garten schön ist, ohne dass man auch noch glauben müsste, dass Feen darin wohnen?“

## Auszeichnungen
- 1980: Ditmar Award für The Hitchhiker’s Guide to the Galaxy in der Kategorie International Fiction;
- 1980: Pat Terry Award[18]
- 2016: postume Aufnahme in die Science Fiction and Fantasy Hall of Fame

## Bibliografie
Hitchhiker’s Guide to the Galaxy
- 1 The Hitch Hiker’s Guide to the Galaxy (1979)
  - Deutsch: Per Anhalter durch die Galaxis. 1981.
- 2 The Restaurant at the End of the Universe (1980)
  - Deutsch: Das Restaurant am Ende des Universums. 1982.
- 3 Life, the Universe and Everything (1982)
  - Deutsch: Das Leben, das Universum und der ganze Rest. 1983.
- 4 So Long, and Thanks for All the Fish (1984)
  - Deutsch: Macht’s gut, und danke für den Fisch. 1985.
- 5 Mostly Harmless (1992)
  - Deutsch: Einmal Rupert und zurück. 1993.
- Young Zaphod Plays It Safe (Kurzgeschichte, 1986, in: The Utterly Utterly Merry Comic Relief Christmas Book)
  - Deutsch: Der junge Zaphod geht auf Nummer sicher. 1997.

 Dirk Gently
- 1 Dirk Gently’s Holistic Detective Agency (1987)
  - Deutsch: Der elektrische Mönch. Übersetzt von Benjamin Schwarz. Rogner & Bernhard bei Zweitausendeins, 1988, ISBN 3-8077-0226-1. Auch als: Dirk Gently’s holistische Detektei. Übersetzt von Benjamin Schwarz. Ullstein, 1990, ISBN 3-548-22231-5.
  - Hörbuch: Der elektrische Mönch. Übersetzt von Benjamin Schwarz. Der Hörverlag (Die Dirk-Gently-Serie #1), München 2015, ISBN 978-3-8445-1894-8.
  - Comic: Dirk Gentlys holistische Detektei: Schrödingers Katzenkiller. Text Chris Ryall. Zeichnungen Tony Akins (Teil 1–2) & Ilias Kyriazis (Teil 3–5). Übersetzt von Claudia Kern. Panini Verlags GmbH, Stuttgart 2017, ISBN 978-3-7416-0444-7.
- 2 The Long Dark Tea-Time of the Soul (1988)
  - Deutsch: Der lange dunkle Fünfuhrtee der Seele. Rogner & Bernhard bei Zweitausendeins, 1989, ISBN 3-8077-0230-X.
- 3 The Salmon of Doubt (2002, in: The Salmon of Doubt)
  - Deutsch: Lachs im Zweifel. In: Lachs im Zweifel: Zum letzten Mal per Anhalter durch die Galaxis. Übersetzt von Benjamin Schwarz. Rogner & Bernhard bei Zweitausendeins, 2003, ISBN 3-8077-0129-X.
  - Hörbuch: Lachs im Zweifel. Übersetzt von Benjamin Schwarz. Der Hörverlag (Die Dirk-Gently-Serie #3), München 2016, ISBN 978-3-8445-1104-8.
- Dirk Gently’s Holistic Detective Agency and The Long Dark Tea-Time of the Soul (Sammelausgabe von 1 und 2; 1993; auch: The Dirk Gently Omnibus, 2001)

Doctor Who
- mit Gareth Roberts: Shada: The Lost Adventure by Douglas Adams (2012: auch als Shada, 2013)
  - Deutsch: Doctor Who: SHADA. Übersetzt von Claudia Kern. Cross Cult (Doctor Who #4), Ludwigsburg 2014, ISBN 978-3-86425-444-4.
  - Hörbuch: SHADA: Das verlorene Abenteuer. Audible, Berlin 2010, DNB 1121543243.
- City of Death (2015)
  - Deutsch: Doctor Who – die Stadt des Todes. Nach einer Geschichte von David Fisher. Übersetzt von Claudia Kern. Cross Cult (Doctor Who #8), Ludwigsburg 2015, ISBN 978-3-86425-793-3.
  - Hörbuch: Die Stadt des Todes. Audible, Berlin 2010, DNB 1119374626.
- mit James Goss: The Pirate Planet (2017)
  - Deutsch: Doctor Who: Der Piratenplanet. Übersetzt von Andrea Blendl. Cross Cult, Ludwigsburg 2017, ISBN 978-3-95981-180-4.
  - Hörbuch: Der Piratenplanet. Audible, Berlin 2017, DNB 115363600X.
- mit James Goss: Doctor Who and the Krikkitmen (2018)
  - Deutsch: Doctor Who und die Krikkit-Krieger. Übersetzt von Axel Merz. Bastei Entertainment (Doctor Who Romane #8), Köln 2019, ISBN 978-3-7325-7196-3.
  - Hörbuch: Doctor Who und die Krikkit-Krieger. Übersetzt von Axel Merz. Bastei Lübbe AG (Doctor Who Romane #8), Köln 2019, ISBN 978-3-8387-9061-9 (gekürzt).

Romane
- mit Terry Jones: Raumschiff Titanic. Übersetzt von Benjamin Schwarz. Goldmann, München 1998, ISBN 3-442-30798-8.
  - Deutsch: Raumschiff Titanic. Terry Jones. Übersetzt von Benjamin Schwarz. Goldmann #44886, München 2001, ISBN 3-442-44886-7.
- Hörspiel: Raumschiff Titanic. SWR. Mit Martin Seifert u. a. Der Audio-Verlag, [Berlin] 1999, ISBN 3-89813-003-7.

Sammlungen
- The Salmon of Doubt (2002)
  - Deutsch: Lachs im Zweifel: Zum letzten Mal per Anhalter durch die Galaxis. Übersetzt von Benjamin Schwarz. Heyne, München 2003, ISBN 3-453-86864-1.

Kurzgeschichten
- The Private Life of Genghis Khan (1986, in: The Utterly Utterly Merry Comic Relief Christmas Book)

Anthologien
- mit Peter Fincham: The Utterly Utterly Merry Comic Relief Christmas Book (1986)

Sachliteratur
- mit John Lloyd: The Meaning of Liff (1983; auch: The Deeper Meaning of Liff (rev & exp 1990), 1990)
  - Deutsch: Der tiefere Sinn des Labenz: das Wörterbuch der bisher unbenannten Gegenstände und Gefühle. Mit Illustrationen von Bert Kitchen. Rogner und Bernhard bei Zweitausendeins, 1992, ISBN 3-8077-0262-8.
- mit John Lloyd: The Deeper Meaning of Liff (1993)
  - Deutsch: Der tiefere Sinn des Labenz: Das Wörterbuch der bisher unbenannten Gegenstände und Gefühle. Mit Illustrationen von Bert Kitchen. Übersetzt von Sven Böttcher. Heyne-Bücher (Allgemeine Reihe #9891), München 1996, ISBN 3-453-09982-6.
- mit Mark Carwardine: Last Chance To See (1991)
  - Deutsch: Die Letzten ihrer Art: Eine Reise zu den aussterbenden Tieren unserer Erde. Übersetzt von Sven Böttcher. Hoffmann und Campe, 1991, ISBN 3-455-08384-6.
  - Hörbuch: Die Letzten ihrer Art: Eine Reise zu den aussterbenden Tieren unserer Erde. Lesung mit Stefan Kaminski. Übersetzt von Sven Böttcher. Der Audio Verlag, Berlin 2017, ISBN 978-3-7424-0200-4 (vollständige Lesung, CD), ISBN 978-3-7424-0304-9 (gekürzte Fassung, MP3-Download).

weitere Veröffentlichungen
- mit Graham Chapman: A Liar’s Autobiography
  - Deutsch: Autobiografie eines Lügners: Mit Gastbeiträgen von David Sherlock & Alex Martin und, oh, David Yallop sowie Douglas Adams (ist aber nicht dessen Autobiografie). Mit Zeichnungen von Jonathan Hills und einer Trauerrede von John Cleese und ein bißchen was am Schluß von Eric Idle. Übersetzt von Harry Rowohlt. Haffmans & Tolkemitt, Berlin 2012, ISBN 978-3-942989-11-4.